# Molossops mattogrossensis
Molossops mattogrossensis е вид бозайник от семейство Булдогови прилепи (Molossidae).

## Разпространение
Видът е разпространен в Бразилия, Венецуела, Гвиана и Колумбия.